# Selišta (gmina Kolašin)
Selišta (cyr. Селишта) – wieś w Czarnogórze, w gminie Kolašin. W 2011 roku liczyła 197 mieszkańców.